# Премія Грубера з космології
Премія Грубера з космології (англ. Gruber Prize in Cosmology) — наукова премія, заснована 2000 року Фондом Грубера, неприбутковою організацією в Єльському університеті (Нью-Гейвен, Коннектикут, США). Це одна з трьох міжнародних премій розміром 500 тис. доларів США.
З 2001 року премію Грубера з космології також фінансує Міжнародний астрономічний союз.
Лауреати премії обираються комісією з номінантів, яких подають з країн усього світу.
Премія Фонду Грубера з космології відзначає провідного космолога, астронома, астрофізика чи наукового філософа за теоретичні, аналітичні чи концептуальні відкриття, що сприяють фундаментальним проривам у галузі.

## Лауреати премії
- 2000 — Елан Сендидж та Джим Піблс
- 2001 — Мартін Ріс
- 2002 — Вера Рубін
- 2003 — Рашид Сюняєв
- 2004 — Алан Гут та Андрій Лінде
- 2005 — Джеймс Ґанн
- 2006 — Джон Матер та команда Cosmic Background Explorer (COBE)
- 2007 — Команда High-z Supernova Search, проект Supernova Cosmology, Браян Шмідт та Сол Перлматтер
- 2008 — Дж. Річард Бонд
- 2009 — Венді Фрідман, Роберт Кеннікутт та Джеремі Мулд
- 2010 — Чарльз Стейдел
- 2011 — Саймон Вайт, Карлос Френк, Марк Девіс та Джордж Ефстафіоу
- 2012 — Чарльз Беннетт та команда Wilkinson Microwave Anisotropy Probe (WMAP)
- 2013 — В'ячеслав Муханов та Олексій Старобінський
- 2014: Сідні ван ден Берг, Яан Ейнасто, Кеннет Фрімен та Річард Таллі[1];
- 2015: Джон Карлстром[en], Джеремія Острікер та Лайман Пейдж[2];
- 2016: Рональд Древер, Кіп Торн, Райнер Вайс,  і вся команда LIGO.[3];
- 2017: Сандра Фабер[4];
- 2018: команда космической обсерватории «Планк», Nazzareno Mandolesi[de] та Жан-Лу Пюже[5];
- 2019: Нік Кайзер[en] та Джозеф Сілк[6];
- 2020: Ларс Хернквіст[en] и Фолькер Шпрінгель[7];
- 2021: Марк Каміонковський[en], Урош Селджак[en], Матіас Сальдарріага[en][8];
- 2022 Франк Ейзенхауер[en][9]